# کیریک‌لی (قره‌عیسی‌لی)
کیریک‌لی (به ترکی استانبولی: Kırıklı) یک منطقهٔ مسکونی در ترکیه است که در کارایسالی واقع شده‌است.